# 萧大圜
蕭大圜（约542年—580年代），字仁显，梁簡文帝蕭綱第二十子。
蕭大圜幼时聪慧，四岁时即能诵读《三都赋》及《孝经》、《论语》。七岁时，居母丧，便有成人之性。
太清二年（548年），侯景围攻建康。太清三年（549年），京城陷落，梁武帝被困餓死，太子蕭綱将蕭大圜托咐给弟弟湘东王萧绎，并且将剪下的头发与指甲寄给他。侯景立蕭綱为帝。大宝元年十月乙未（550年11月13日），封乐梁郡王，食邑二千户，出任宣惠将军、丹阳尹。大宝二年（551年），蕭綱为侯景所杀。
承聖元年（552年），侯景之乱平定，蕭大圜返回建康，无所依托，寓居于善觉佛寺。王僧辩得知此事后，派人用船只接蕭大圜前往江陵。梁元帝见到大圜后很高兴，赐予他越衫胡带，改封晋熙郡王，食邑二千户，授宁远将军、琅邪彭城二郡太守。当时，蕭大圜的两位兄长山阳王蕭大成、宜都王蕭大封尚未拜谒梁元帝，梁元帝遂让大圜通知他们两人前来拜谒。蕭大圜以世多故，避免谗言，于是屏绝人事。
承聖三年（554年），西魏攻陷江陵，梁元帝出降，蕭大圜前往长安，受到宇文泰的优待。北周保定二年（562年），封始宁县公，食邑一千户，加车骑大将军、仪同三司，赐田宅、奴婢、牛马、粟帛等。建德四年（575年），出任滕王友。宣政元年（578年），增邑至二千二百户。隋朝开皇初年，拜内史侍郎，出任西河郡守，不久即去世。
蕭大圜好学，务于著述，撰有《梁旧事》三十卷、《寓记》三卷、《士丧仪注》五卷、《要决》两卷，文集二十卷。
子萧璩，咸阳令。萧璩生萧仁才。萧仁才生豪州录事参军萧韶章。

## 延伸阅读
[在维基数据编辑]
 《周書·卷42》，出自令狐德棻《周書》
 《北史·卷029》，出自李延壽《北史》